# 鄺美鳳
鄺美鳳(Mable Kwong），曾任職無綫電視記者及主播。

## 簡歷
鄺美鳳中學時就讀香港道教聯合會圓玄學院第二中學，1997年畢業於香港浸會大學傳理學院新聞系，跟其丈夫黃家俊也是同屆同學。其後加入有線電視新聞部當港聞記者，2003年跟丈夫一起轉職無線電視新聞部，並於2005年尾起兼任主播，主要擔任周末之午間新聞主播。
在2005年WTO會議採訪期間，她在報導示威者示威情況時，在沒有必要的情況下於直播前一刻戴上防暴頭盔，然後才出鏡報導，被在場的示威人士報以「抹黑！可恥！」的喝倒采。整個過程被同年十二月十六日的香港電台電視節目《傳媒春秋》拍攝並播出。
鄺美鳳已於2007年8月26日離開無綫，到香港中文大學修讀心理學碩士課程。
在2013年11月27日香港電台第二台思潮作動-有恩報恩、有仇報仇節目中以瑪麗醫院公關身分接受主持馬家輝博士訪問，並表示在畢業後便加入了瑪麗醫院。

## 外部連結
- 有恩報恩、有仇報仇—鄺美鳳 （页面存档备份，存于）